# Podochilus densiflorus
Podochilus densiflorus är en orkidéart som beskrevs av Carl Ludwig von Blume. Podochilus densiflorus ingår i släktet Podochilus och familjen orkidéer. Inga underarter finns listade i Catalogue of Life.